# Робинс, Оливер
Оливер Робинс (Oliver Robins, род. 22 июля 1971) — американский фэшн-фотограф, клипмейкер, писатель, режиссёр и актер. 

## Биография
Его первые роли в кино были в телевизионном фильме 1982 года «Загородный дом на миллион долларов» (Million Dollar Infield), в телевизионном фильме ABC 1982 года «Не иди спать» (Don’t Go to Sleep) в роли Кевина и в фильме ужасов «Полтергейст (фильм, 1982)» в роли Робби Фрилинга.
В 1999 году написал сценарий для фильма «Еда Лос-Анджелеса». В 2000 году написал и снял свой первый фильм «Dumped», который был выпущен на видео, а также написал сценарий и снял фильм «Соседи по комнате» в 2004 году. Он написал сценарий для фильма «Еда Лос-Анджелеса» 1999 года.